# Apterostigma gibbum
Apterostigma gibbum är en myrart som beskrevs av Weber 1938. Apterostigma gibbum ingår i släktet Apterostigma och familjen myror. Inga underarter finns listade.